# Debinha
Débora Cristiane de Oliveira (Brasópolis, 20 de octubre de 1991), conocida como Debinha Miri, es una futbolista brasileña delantera que juega para el Kansas City Current en la National Women's Soccer League (NWSL) de Estados Unidos y en la selección de Brasil.

## Carrera futbolística
Cuándo Rosana fue transferida al Avaldsnes IL en agosto de 2013, ella pidió al club noruego para que firmara a Debinha también. Debinha se convirtió en la goleadora del Toppserien 2014.
A finales de 2014, tuvo un corto período de cesión entre noviembre y diciembre junto con Rosana en el São José para el intento exitoso del club de ganar dos torneos: la Copa Libertadores Femenina y el Campeonato Internacional de Clubes Femenino 2014. Regresó a Noruega a principios de 2015.

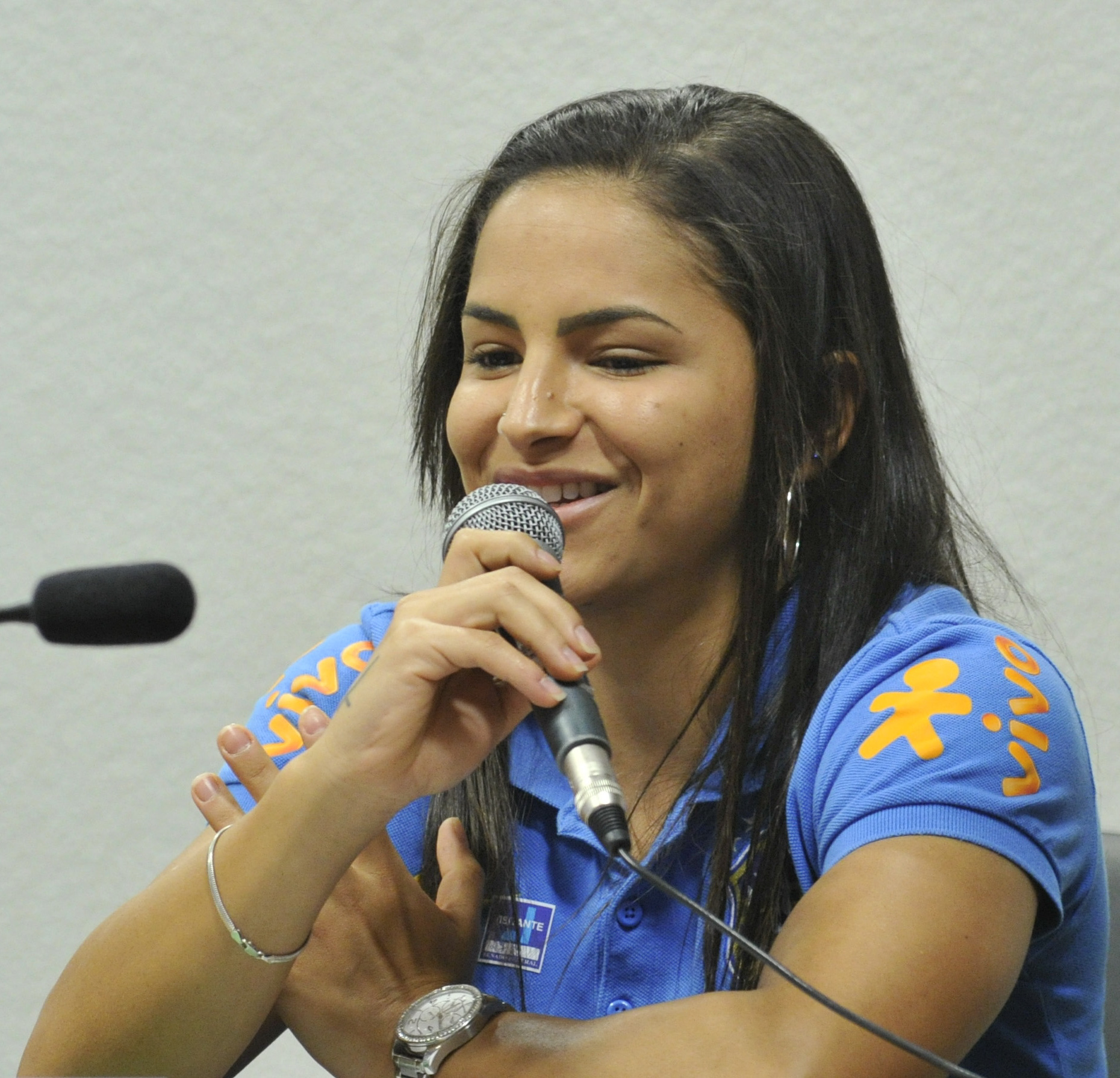
Debinha en 2015

Desde febrero de 2016 a enero de 2017, jugó para el Dalian Quanjian en la Chinese Women's Super League.
Debinha firmó con Western New York Flash de Estados Unidos, perteneciente a la National Women's Soccer League el 5 de enero de 2017, días antes que la franquicia anunciara que fue vendida y trasladada de Rochester, Nueva York, a Cary, Carolina del Norte. Debinha, según se dice no fue informada de los planes de mudanza cuando firmó. Llegó a Carolina del Norte y fue centrocampista desde el inicio de temporada, e hizo el primer gol del Courage en el estadio local.
Debinha apareció en todo juego del Courage en 2017 y realizó cuatro goles. Empezó la semifinal contra el Chicago Red Stars pero debió dejar el juego después de que se dislocó el codo en el minuto 10. Esta lesión le hizo perderse el juego por el campeonato, donde el Courage perdió 1–0 contra el Portland Thorns FC.
En 2018, Debinha fue incluida en el Equipo del Mes de marzo de la NWSL. Ella hizo ocho goles durante la temporada, ayudando al Courage a ganar su segunda NWSL consecutiva. Durante los play-offs estuvo en la línea delantera para la semifinal y final. Debinha goleó en el minuto 13 del juego de Campeonato cuando Carolina del Norte ganó a Portland Thorns 3 a 0 para ganar el Campeonato NWSL de 2018 .

## Carrera internacional
Después de representar a Brasil en la Copa Mundial Femenina FIFA U20 de 2010, Debinha hizo su debut sénior en los Juegos Panamericanos de 2011 en Guadalajara. Fue nombrada como suplente para el equipo de Brasil en las Olimpiadas de Londres.
En diciembre de 2013 Debinha goleó dos veces en un 3–1 contra Escocia en el Torneo Internacional de Brasília de Futbol Femenino.

### Goles internacionales
| Gol | Fecha      | Ubicación                        | Adversario        | #   | Puntuación | Resultado | Competición               |
| --- | ---------- | -------------------------------- | ----------------- | --- | ---------- | --------- | ------------------------- |
| 1   | 20-10-2011 | Guadalajara, México              | Costa Rica        | 1.1 | 1-0        | 2-1       | Juegos Panamericanos 2011 |
| 2   | 27-10-2011 | Guadalajara, México              | Canadá            | 1.1 | 1-0        | 1-1       | Juegos Panamericanos 2011 |
| 3   | 16-12-2012 | São Paulo, Brasil                | Dinamarca         | 1.1 | 2-0        | 2-1       | Torneo internacional 2012 |
| 4   | 25-09-2013 | Savièse, Suiza                   | México            | 2.1 | 2-0        | 4-0       | Copa Valais 2013          |
| 5   | 25-09-2013 | Savièse, Suiza                   | México            | 2.2 | 3-0        | 4-0       | Copa Valais 2013          |
| 6   | 15-12-2013 | Brasilia, Brasil                 | Escocia           | 2.1 | 2-0        | 3-1       | Torneo internacional 2013 |
| 7   | 15-12-2013 | Brasilia, Brasil                 | Escocia           | 2.2 | 3-0        | 3-1       | Torneo internacional 2013 |
| 8   | 22-12-2013 | Brasilia, Brasil                 | Chile             | 1.1 | 5-0        | 5-0       | Torneo internacional 2013 |
| 9   | 06-04-2014 | Brisbane, Australia              | Australia         | 1.1 | 0-1        | 0-1       | Juego amistoso            |
| 10  | 10-12-2014 | Brasilia, Brasil                 | Argentina         | 1.1 | 1-0        | 4-0       | Torneo internacional 2014 |
| 11  | 18-12-2014 | Brasilia, Brasil                 | China             | 1.1 | 3-0        | 4-1       | Torneo internacional 2014 |
| 12  | 01-12-2015 | Cuiabá, Brasil                   | Nueva Zelanda     | 1.1 | 5-1        | 5-1       | Juego amistoso            |
| 13  | 09-12-2012 | Natal, Brasil                    | Trinidad y Tobago | 1.1 | 5-0        | 11-0      | Torneo internacional 2014 |
| 14  | 13-12-2012 | Natal, Brasil                    | México            | 1.1 | 3-0        | 6-0       | Torneo internacional 2014 |
| 15  | 16-12-2012 | Natal, Brasil                    | Canadá            | 1.1 | 2-0        | 2-1       | Torneo internacional 2014 |
| 16  | 02-03-2016 | Lagos, Portugal                  | Nueva Zelanda     | 1.1 | 1-0        | 1-0       | 2016 Copa Algarve         |
| 17  | 23-07-2016 | Fortaleza, Brasil                | Australia         | 1.1 | 1-1        | 3-1       | Juego amistoso            |
| 18  | 11-12-2016 | Manaus, Brasil                   | Rusia             | 2.1 | 2-0        | 4-0       | Torneo internacional 2016 |
| 19  | 11-12-2016 | Manaus, Brasil                   | Rusia             | 2.2 | 4-0        | 4-0       | Torneo internacional 2016 |
| 20  | 14-12-2016 | Manaus, Brasil                   | Italia            | 1.1 | 3-1        | 3-1       | Torneo internacional 2016 |
| 21  | 18-12-2016 | Manaus, Brasil                   | Italia            | 1.1 | 5-3        | 5-3       | Torneo internacional 2016 |
| 22  | 16-09-2017 | Penrith, Australia               | Australia         | 1.1 | 2-1        | 2-1       | Juego amistoso            |
| 23  | 28-11-2017 | La Serena, Chile                 | Chile             | 1.1 | 0-3        | 0-3       | Juego amistoso            |
| 24  | 05-04-2018 | Coquimbo, Chile                  | Argentina         | 1.1 | 3-1        | 3-1       | Copa América 2018         |
| 25  | 07-04-2018 | Coquimbo, Chile                  | Ecuador           | 1.1 | 7-0        | 8-0       | Copa América 2018         |
| 26  | 19-04-2018 | La Serena, Chile                 | Argentina         | 1.1 | 3-0        | 3-0       | Copa América 2018         |
| 27  | 26-07-2018 | Ciudad de Kansas, Estados Unidos | Australia         | 1.1 | 1-3        | 1-3       | Torneo de Naciones 2018   |
| 28  | 02-03-2019 | Nashville, Estados Unidos        | Japón             | 1.1 | 1-3        | 1-3       | 2019 Copa SheBelieves     |
| 29  | 29-08-2019 | Sao Paulo, Brasil                | Argentina         | 1.1 | 3-0        | 5-0       | Torneo Internacional 2019 |
| 30  | 05-10-2019 | Middlesbrough, Inglaterra        | Inglaterra        | 2.1 | 0-1        | 1-2       | Partido Amistoso          |
| 31  | 05-10-2019 | Middlesbrough, Inglaterra        | Inglaterra        | 2.2 | 0-2        | 1-2       | Partido Amistoso          |
| 32  | 08-10-2019 | Kielce, Polonia                  | Polonia           | 1.1 | 1-1        | 1-3       | Partido Amistoso          |
| 33  | 12-12-2019 | São Paulo, Brasil                | México            | 1.1 | 2-0        | 6-0       | Partido Amistoso          |
| 34  | 15-12-2019 | Araraquara, Brasil               | México            | 1.1 | 2-0        | 4-0       | Partido Amistoso          |

## Estadísticas

### Clubes
| Club                   | País           | Año             |
| ---------------------- | -------------- | --------------- |
| Lorena                 | Brasil         | 2006 - 2007     |
| Saad Esporte Clube     | Brasil         | 2008 - 2009     |
| Portuguesa             | Brasil         | 2010            |
| Foz Cataratas          | Brasil         | 2011            |
| Centro Olímpico        | Brasil         | 2011 - 2013     |
| Avaldsnes IL           | Noruega        | 2013 - 2015     |
| São José               | Brasil         | 2014            |
| Dalian Quanjian        | China          | 2016            |
| North Carolina Courage | Estados Unidos | 2017 - 2022     |
| Kansas City Current    | Estados Unidos | 2023 - presente |

## Palmarés

### Títulos nacionales
| Título                         | Club                   | País           | Año  |
| ------------------------------ | ---------------------- | -------------- | ---- |
| National Women's Soccer League | North Carolina Courage | Estados Unidos | 2018 |
| National Women's Soccer League | North Carolina Courage | Estados Unidos | 2019 |
| NWSL Challenge Cup             | North Carolina Courage | Estados Unidos | 2022 |

### Títulos internacionales
| Título                | Equipo | Sede     | Año  |
| --------------------- | ------ | -------- | ---- |
| Copa América Femenina | Brasil | Chile    | 2018 |
| Copa América Femenina | Brasil | Colombia | 2022 |

### Distinciones individuales
| Distinción                                  | Evento                         | Año       |
| ------------------------------------------- | ------------------------------ | --------- |
| Mejor Jugadora de la Final                  | National Women's Soccer League | 2019      |
| Mejor Once                                  | NWSL Challenge Cup 2020        | 2020      |
| Mejor Once                                  | National Women's Soccer League | 2022      |
| Equipo Femenino de la Conmebol de la Década | IFFHS                          | 2011-2020 |
| Mejor Once de la Conmebol                   | IFFHS                          | 2022      |